# 楊惟和
楊惟和（？—？），號雲門，南直隶常州府武進縣人。明朝政治人物。

## 生平
万历三十四年（1606年）丙午科应天乡试举人，四十一年（1613年）癸丑科進士，工部觀政，授南昌县知县，四十三年本省同考，天啓五年（1625年）擢工部主事，升郎中，六年加升尚寶司卿，天啓七年（1627年）八月以殿工加升二级，加都察院右副都御史，仍管工程事。崇祯元年三月被山东道御史高捷弹劾冒居副宪，六月河南道御史陈廷谟再次弹劾，遂被夺职闲住，次年革职为民。

## 家族
曾祖楊經，太医院官。祖父楊谔；本生祖父楊誠，以子楊以忠封中宪大夫四川按察司副使。父楊以義，儒官。弟杨惟寅，字亮儒，万历四十年壬子举人，授上蔡教谕，著《周易观玩抄》十卷，迁亳州学正，以理学、经济、文章、骑射四科教士，又集春秋五传分六部五伦类编。生平让家产，抚族孤，孝友出于天性。兄惟和以太子陵陷，当得罪，惟寅应升户部，请改工部，得救，兄不知，惟寅亦不言。后榷关沙市，无城郭，流贼至，部勒市人为什伍，总制卢象升亦移重兵策应，民商庆更生，建祠立碑，崇祀名宦。
子杨珂，康熙二年癸卯科顺天乡试舉人。